# Rutilotrixa tessellata
Rutilotrixa tessellata là một loài ruồi trong họ Tachinidae.